# Rally de Hungría 2024
El Rally de Hungría 2024, oficialmente 5.º V-Híd Rally Hungary, fue la quinta edición y la primera ronda de la temporada 2024 del Campeonato de Europa de Rally. Se celebró del 12 al 14 de abril y contó con un itinerario de trece tramos sobre asfalto que sumarón un total de 192,43 km cronometrados.
Tras cuatro ediciones celebradas en el noreste del país teniendo de sede la ciudad de Nyíregyháza, la Agencia Húngara de Desarrollo de la Movilidad, promotora de la prueba, decidió trasladar el rallye al oeste del país usando como sede del rally la ciudad de Veszprém, este cambio además significo el cambio de superficie ya que pasa de celebrar sus cuatro ediciones anteriores sobre asfalto a diputarse sobre tierra.
En una edición llena de sorpresas, el sorpresivo ganador fue el rumano Simone Tempestini quien se valió de los problemas sufridos por los dos líderes Mikko Heikkilä y Mārtiņš Sesks. Heikkilä sufrió la rotura de una llanta y la posterior perdida de toda la suspensión en la SS10, mientras que el nuevo líder Sesks en la penúltima especial golpeaba una piedra en el exterior de la cuneta y dañaba la suspensión trasera izquierda de su coche abandonando ambos la prueba. Este fue el primer podio y victoria de Tempestini y su copiloto Sergiu Itu en el ERC, el segundo puesto fue para el francés Mathieu Franceschi y el último escalon del podio fue para el local Miklós Csomós. Franceschi y Csomós también consiguieron su primer podio en el certamen.
En las categorías inferiores, el checo Filip Kohn se impuzo en el ERC 3 por delante del polaco Igor Widłak y el croata Martin Ravenščak. En el ERC4, el británico Max McRae consiguió su primera victoria en suelo europeo al imponerse al local Márton Bertalan y al estonio Jaspar Vaher. Mientras que en el ERC Junior también se impuso McRae pero en esta categoría fue escoltado por Vaher y el sueco Mille Johansson.

## Lista de inscritos
| Num.                     | Piloto                     | Copiloto                  | Automóvil              | Equipo                           |
| ------------------------ | -------------------------- | ------------------------- | ---------------------- | -------------------------------- |
| 1                        | Hayden Paddon              | John Kennard              | Hyundai i20 N Rally2   | BRC Racing Team                  |
| 2                        | Efrén Llarena              | Sara Fernández            | Škoda Fabia Rally2 evo | Team MRF Tyres                   |
| 3                        | Mārtiņš Sesks              | Renārs Francis            | Toyota GR Yaris Rally2 | Team MRF Tyres                   |
| 4                        | Mads Østberg               | Patrik Barth              | Citroën C3 Rally2      | TRT Rally Team                   |
| 5                        | Mathieu Franceschi         | Andy Malfoy               | Škoda Fabia RS Rally2  | Mathieu Franceschi               |
| 6                        | Filip Mareš                | Radovan Bucha             | Toyota GR Yaris Rally2 | ACCR Toyota Dolák                |
| 7                        | Simon Wagner               | Gerald Winter             | Škoda Fabia RS Rally2  | Eurosol Racing Team Hungary      |
| 8                        | Mikko Heikkilä             | Kristian Temonen          | Toyota GR Yaris Rally2 | Mikko Heikkilä                   |
| 9                        | Miklós Csomós              | Attila Nagy               | Škoda Fabia Rally2 evo | HRT Racing Kft                   |
| 10                       | Erik Cais                  | Igor Bacigál              | Škoda Fabia RS Rally2  | ACCR Orsák Rally Sport           |
| 11                       | Mikołaj Marczyk            | Szymon Gospodarczyk       | Škoda Fabia RS Rally2  | Mikołaj Marczyk                  |
| 12                       | Andrea Mabellini           | Virginia Lenzi            | Škoda Fabia RS Rally2  | Team MRF Tyres                   |
| 14                       | Simone Tempestini          | Sergiu Itu                | Škoda Fabia RS Rally2  | Simone Tempestini                |
| 15                       | Frigyes Turán              | Gábor Zsiros              | Volkswagen Polo GTI R5 | Turán Motorsport SE              |
| 16                       | Martin László              | Viktor Bán                | Škoda Fabia RS Rally2  | Topp-Cars Rally Team             |
| 17                       | Gábor Német                | Gergely Németh            | Škoda Fabia RS Rally2  | Kole Média Center Kft.           |
| 18                       | Jon Armstrong              | Eoin Treacy               | Ford Fiesta Rally2     | Jon Armstrong                    |
| 19                       | Bogdan Cuzma               | Alina Bianca Pop          | Škoda Fabia RS Rally2  | Bogdan Cuzma                     |
| 20                       | Vladas Jurkevičius         | Aisvydas Paliukėnas       | Škoda Fabia Rally2 evo | Eldorado x Humbility Sports      |
| 21                       | Péter Ranga                | "Janek"                   | Škoda Fabia R5         | Pécsi Sport Nonprofit Zrt.       |
| 22                       | András Hadik               | István Juhász             | Ford Fiesta Rally2     | SZA Performance Kft.             |
| 23                       | Róbert Bútor               | Róbert Tagai              | Citroën C3 Rally2      | Dunakanyar Autós SE              |
| 24                       | Kristóf Klausz             | Tamás Papp                | Škoda Fabia Rally2 evo | Klaus Motorsport                 |
| 25                       | László Bodolai             | Attila Deák               | Ford Fiesta Rally2     | SZA Performance Kft              |
| 26                       | József Trencsényi          | Gábor Verba               | Škoda Fabia Rally2 evo | Extrém Sport Team Kft.           |
| 27                       | "Sasa"                     | Rebeka Ollé               | Škoda Fabia R5         | Treff-Autóház Kft.               |
| 28                       | Philip Allen               | Dale Furniss              | Hyundai i20 N Rally2   | Philip Allen                     |
| 29                       | Giacomo Costenaro          | Justin Bardini            | Škoda Fabia Rally2 evo | Giacomo Costenaro                |
| 30                       | Igor Widłak                | Daniel Dymurski           | Ford Fiesta Rally3     | Grupa PGS RT                     |
| 31                       | Filip Kohn                 | Tom Woodburn              | Ford Fiesta Rally3     | Filip Kohn                       |
| 32                       | Martin Ravenščak           | Dora Ravenščak            | Ford Fiesta Rally3     | Martin Ravenščak                 |
| 33                       | Kerem Kazaz                | Andris Mālnieks           | Ford Fiesta Rally3     | Atölye Kazaz                     |
| 34                       | Timo Schulz                | Michael Wenzel            | Opel Corsa Rally4      | ADAC Opel Rallye Junior Team     |
| 35                       | Mattia Zanin               | Elia De Guio              | Peugeot 208 Rally4     | Mattia Zanin                     |
| 36                       | Max McRae                  | Cameron Fair              | Peugeot 208 Rally4     | TRT Rally Team                   |
| 37                       | Mille Johansson            | Johan Grönvall            | Opel Corsa Rally4      | IK Sport Racing                  |
| 38                       | Jaspar Vaher               | Sander Pruul              | Ford Fiesta Rally4     | M-Sport Poland                   |
| 39                       | Leevi Lassila              | Antti Linnaketo           | Ford Fiesta Rally4     | Leevi Lassila                    |
| 40                       | Karl-Markus Sei            | Martin Leotoots           | Peugeot 208 Rally4     | ALM Motorsport                   |
| 41                       | Calle Carlberg             | Jørgen Eriksen            | Opel Corsa Rally4      | ADAC Opel Rallye Junior Team     |
| 43                       | Liam Müller                | Alexander Hirsch          | Opel Corsa Rally4      | Liam Müller                      |
| 44                       | Patrik Herczig             | Kristóf Varga             | Peugeot 208 Rally4     | HRT Racing Kft.                  |
| 45                       | Alfred Kramer Jr           | Jeannette Kvick Andersson | Peugeot 208 Rally4     | Alfred Kramer Jr                 |
| 46                       | Daniel Polášek             | Zdeněk Omelka             | Peugeot 208 Rally4     | Daniel Polášek                   |
| 47                       | Davide Pesavento           | Matteo Zaramella          | Peugeot 208 Rally4     | Davide Pesavento                 |
| 48                       | Geronimo Ermanno Nerobutto | Alessio Angeli            | Peugeot 208 Rally4     | Geronimo Ermanno Nerobutto       |
| 49                       | Jack Brennan               | John McGrath              | Peugeot 208 Rally4     | Motorsport Ireland Rally Academy |
| 50                       | Aoife Raftery              | Hannah McKillop           | Peugeot 208 Rally4     | Motorsport Ireland Rally Academy |
| 51                       | Aleksandar Tomov           | Yavor Brankov             | Peugeot 208 Rally4     | HRT Racing Kft.                  |
| 52                       | Tuomas Välilä              | Päivi Välilä              | Ford Fiesta Rally4     | Tuomas Välilä                    |
| 53                       | Márton Bertalan            | Róbert Paizs              | Peugeot 208 Rally4     | HRT Racing Kft.                  |
| 54                       | Cristiana Oprea            | Denisa-Alexia Parteni     | Opel Corsa Rally4      | Cristiana Oprea                  |
| Fuente: ewrc-results.com |                            |                           |                        |                                  |

## Itinerario
| Día                     | Tramo | Nombre                     | Distancia | Ganador de la etapa | Automóvil              | Tiempo  | Líder de la general |
| ----------------------- | ----- | -------------------------- | --------- | ------------------- | ---------------------- | ------- | ------------------- |
| Día 1 (12 de abril)     | -     | Gyártelep (Shakedown)      | 4.60 km   | Mikołaj Marczyk     | Škoda Fabia RS Rally2  | 3:05.4  | -                   |
| Día 1 (12 de abril)     | SS1   | SSS Királyszentistván      | 2.05 km   | Erik Cais           | Škoda Fabia RS Rally2  | 1:47.8  | Erik Cais           |
| Día 2 (13 de abril)     | SS2   | Hegyesd /1                 | 15.30 km  | Mathieu Franceschi  | Škoda Fabia RS Rally2  | 8:00.5  | Mathieu Franceschi  |
| Día 2 (13 de abril)     | SS3   | Kislőtér /1                | 27.40 km  | Simone Tempestini   | Škoda Fabia RS Rally2  | 16:40.4 | Mikko Heikkilä      |
| Día 2 (13 de abril)     | SS4   | Várpalota /1               | 8.40 km   | Miklós Csomós       | Škoda Fabia Rally2 evo | 4:22.9  | Mikko Heikkilä      |
| Día 2 (13 de abril)     | SS5   | Hegyesd /2                 | 15.30 km  | Mathieu Franceschi  | Škoda Fabia RS Rally2  | 7:52.2  | Mārtiņš Sesks       |
| Día 2 (13 de abril)     | SS6   | Kislőtér /2                | 27.40 km  | Mārtiņš Sesks       | Toyota GR Yaris Rally2 | 16:23.1 | Mārtiņš Sesks       |
| Día 2 (13 de abril)     | SS7   | Várpalota /2               | 8.40 km   | Mathieu Franceschi  | Škoda Fabia RS Rally2  | 4:15.6  | Mikko Heikkilä      |
| Día 3 (14 de abril)     | SS8   | Iszka /1                   | 15.34 km  | Mikko Heikkilä      | Toyota GR Yaris Rally2 | 8:55.7  | Mikko Heikkilä      |
| Día 3 (14 de abril)     | SS9   | Tés /1                     | 10.25 km  | Mikko Heikkilä      | Toyota GR Yaris Rally2 | 7:20.4  | Mikko Heikkilä      |
| Día 3 (14 de abril)     | SS10  | Nagylőtér /1               | 18.50 km  | Mārtiņš Sesks       | Toyota GR Yaris Rally2 | 10:12.9 | Mārtiņš Sesks       |
| Día 3 (14 de abril)     | SS11  | Iszka /2                   | 15.34 km  | Mathieu Franceschi  | Škoda Fabia RS Rally2  | 8:50.0  | Mārtiņš Sesks       |
| Día 3 (14 de abril)     | SS12  | Tés /2                     | 10.25 km  | Simone Tempestini   | Škoda Fabia RS Rally2  | 7:12.4  | Simone Tempestini   |
| Día 3 (14 de abril)     | SS13  | Nagylőtér /2 (Power Stage) | 18.50 km  | Mathieu Franceschi  | Škoda Fabia RS Rally2  | 9:58.6  | Simone Tempestini   |
| Fuente:ewrc-results.com |       |                            |           |                     |                        |         |                     |

### Power stage
El power stage fue un tramo de 18,50 km. Se otorgaron puntos adicionales a los cinco más rápidos.
| Pos. | Piloto             | Copiloto       | Tiempo  | Diferencia | Puntos |
| ---- | ------------------ | -------------- | ------- | ---------- | ------ |
| 1    | Mathieu Franceschi | Andy Malfoy    | 9:58.6  | -          | 5      |
| 2    | Miklós Csomós      | Attila Nagy    | 10:09.7 | +11.1      | 4      |
| 3    | Simone Tempestini  | Sergiu Itu     | 10:12.8 | +14.2      | 3      |
| 4    | Andrea Mabellini   | Virginia Lenzi | 10:14.4 | +15.8      | 2      |
| 5    | Jon Armstrong      | Eoin Treacy    | 10:18.5 | +19.9      | 1      |

## Clasificación final
| Pos.                     | Piloto                     | Copiloto                  | Automóvil              | Tiempo    | Diferencia | Puntos  |
| General                  | General                    | General                   | General                | General   | General    | General |
| ------------------------ | -------------------------- | ------------------------- | ---------------------- | --------- | ---------- | ------- |
| 1.                       | Simone Tempestini          | Sergiu Itu                | Škoda Fabia RS Rally2  | 1:52:50.4 | 0.0        | 30+3    |
| 2.                       | Mathieu Franceschi         | Andy Malfoy               | Škoda Fabia RS Rally2  | 1:53:07.4 | +17.0      | 24+5    |
| 3.                       | Miklós Csomós              | Attila Nagy               | Škoda Fabia Rally2 evo | 1:53:20.3 | +29.9      | 21+4    |
| 4.                       | Hayden Paddon              | John Kennard              | Hyundai i20 N Rally2   | 1:53:34.9 | +44.5      | 19      |
| 5.                       | Erik Cais                  | Igor Bacigál              | Škoda Fabia RS Rally2  | 1:54:34.4 | +1:44.0    | 17      |
| 6.                       | Mikołaj Marczyk            | Szymon Gospodarczyk       | Škoda Fabia RS Rally2  | 1:54:49.7 | +1:59.3    | 15      |
| 7.                       | Andrea Mabellini           | Virginia Lenzi            | Škoda Fabia RS Rally2  | 1:55:03.0 | +2:12.6    | 13+2    |
| 8.                       | Jon Armstrong              | Eoin Treacy               | Ford Fiesta Rally2     | 1:55:10.9 | +2:20.5    | 11+1    |
| 9.                       | Simon Wagner               | Gerald Winter             | Škoda Fabia RS Rally2  | 1:56:39.5 | +3:49.1    | 9       |
| 10.                      | Filip Mareš                | Radovan Bucha             | Toyota GR Yaris Rally2 | 1:57:01.3 | +4:10.9    | 7       |
| 11.                      | Vladas Jurkevičius         | Aisvydas Paliukėnas       | Škoda Fabia Rally2 evo | 1:58:17.3 | +5:26.9    | 5       |
| 12.                      | Frigyes Turán              | Gábor Zsiros              | Volkswagen Polo GTI R5 | 1:58:31.2 | +5:40.8    | 4       |
| 13.                      | Martin László              | Viktor Bán                | Škoda Fabia RS Rally2  | 1:58:35.1 | +5:44.7    | 3       |
| 14.                      | Giacomo Costenaro          | Justin Bardini            | Škoda Fabia Rally2 evo | 2:00:12.8 | +7:22.4    | 2       |
| 15.                      | Kristóf Klausz             | Tamás Papp                | Škoda Fabia Rally2 evo | 2:00:26.4 | +7:36.0    | 1       |
| ERC3                     |                            |                           |                        |           |            |         |
| 1.                       | Filip Kohn                 | Tom Woodburn              | Ford Fiesta Rally3     | 2:01:10.6 | 0.0        | 30      |
| 2.                       | Igor Widłak                | Daniel Dymurski           | Ford Fiesta Rally3     | 2:06:22.6 | +5:12.0    | 24      |
| 3.                       | Martin Ravenščak           | Dora Ravenščak            | Ford Fiesta Rally3     | 2:09:00.0 | +7:49.4    | 21      |
| 4.                       | Kerem Kazaz                | Andris Mālnieks           | Ford Fiesta Rally3     | 2:16:49.8 | +15:39.2   | 19      |
| ERC4                     |                            |                           |                        |           |            |         |
| 1.                       | Max McRae                  | Cameron Fair              | Peugeot 208 Rally4     | 2:09:51.5 | 0.0        | 30      |
| 2.                       | Márton Bertalan            | Róbert Paizs              | Peugeot 208 Rally4     | 2:11:00.6 | +1:09.1    | 24      |
| 3.                       | Jaspar Vaher               | Sander Pruul              | Ford Fiesta Rally4     | 2:11:32.1 | +1:40.6    | 21      |
| 4.                       | Mille Johansson            | Johan Grönvall            | Opel Corsa Rally4      | 2:17:16.3 | +7:24.8    | 19      |
| 5.                       | Aoife Raftery              | Hannah McKillop           | Peugeot 208 Rally4     | 2:17:22.4 | +7:30.9    | 17      |
| 6.                       | Jack Brennan               | John McGrath              | Peugeot 208 Rally4     | 2:17:28.3 | +7:36.8    | 15      |
| 7.                       | Davide Pesavento           | Matteo Zaramella          | Peugeot 208 Rally4     | 2:25:53.2 | +16:01.7   | 13      |
| 8.                       | Alfred Kramer Jr           | Jeannette Kvick Andersson | Peugeot 208 Rally4     | 2:34:36.4 | +24:44.9   | 11      |
| 9.                       | Liam Müller                | Alexander Hirsch          | Opel Corsa Rally4      | 2:52:37.8 | +42:46.3   | 9       |
| 10.                      | Daniel Polášek             | Zdeněk Omelka             | Peugeot 208 Rally4     | 3:12:26.3 | +1:02:34.8 | 7       |
| ERC Junior               |                            |                           |                        |           |            |         |
| 1.                       | Max McRae                  | Cameron Fair              | Peugeot 208 Rally4     | 2:09:51.5 | 0.0        | 30      |
| 2.                       | Jaspar Vaher               | Sander Pruul              | Ford Fiesta Rally4     | 2:11:32.1 | +1:40.6    | 24      |
| 3.                       | Mille Johansson            | Johan Grönvall            | Opel Corsa Rally4      | 2:17:16.3 | +7:24.8    | 21      |
| 4.                       | Aoife Raftery              | Hannah McKillop           | Peugeot 208 Rally4     | 2:17:22.4 | +7:30.9    | 19      |
| 5.                       | Jack Brennan               | John McGrath              | Peugeot 208 Rally4     | 2:17:28.3 | +7:36.8    | 17      |
| 6.                       | Davide Pesavento           | Matteo Zaramella          | Peugeot 208 Rally4     | 2:25:53.2 | +16:01.7   | 15      |
| 7.                       | Alfred Kramer Jr           | Jeannette Kvick Andersson | Peugeot 208 Rally4     | 2:34:36.4 | +24:44.9   | 13      |
| 8.                       | Liam Müller                | Alexander Hirsch          | Opel Corsa Rally4      | 2:52:37.8 | +42:46.3   | 11      |
| 9.                       | Daniel Polášek             | Zdeněk Omelka             | Peugeot 208 Rally4     | 3:12:26.3 | +1:02:34.8 | 9       |
| 10.                      | Geronimo Ermanno Nerobutto | Alessio Angeli            | Peugeot 208 Rally4     | 3:15:56.5 | +1:06:05.0 | 7       |
| Fuente: ewrc-results.com |                            |                           |                        |           |            |         |